# Gauja
Gauja (estisk: Koiva jõgi; tysk: Livländische Aa) er en af de længste floder i Letland med en længde på 452 km og med et afvandingsareal på 8.900 km². Flodens kilde ligger i bakkerne sydvest for Cēsis. Den løber først østover og nordover og danner på en strækning af  cirka 20 km grænse til Estland. Syd  for Valga og Valka drejer den vestover mod Valmiera, og fortsætter sydvestover nær Cēsis og Sigulda. Gauja munder ud i Rigabugten nær Riga.
I Cēsis og Rīgas distrikt har Gauja udgravet den dybeste floddal i Letland med op til 90 meter høje skrænter. Denne del af Gauja har mange flotte naturområder og en del blev i 1973 omdannet til nationalparken Gauja Nationalpark.
Borgene Sigulda, Turida og Krimuldas ligger alle langs Gauja.